# آيت الشيخ (بوعزاويين)
آيت الشيخ هو دُوَّار يقع بجماعة مولاي بوعزة، إقليم خنيفرة، جهة بني ملال خنيفرة في المملكة المغربية. ينتمي الدوّار لمشيخة بوعزاويين التي تضم 4 دواوير. يقدر عدد سكانه بـ 264 نسمة حسب الإحصاء الرسمي للسكان والسكنى لسنة 2004.

## وصلات خارجية
- البوابة الوطنية للجماعات الترابية
- المندوبية السامية للتخطيط